# Col d'Akfadou
Le col d'Akfadou est un col de montagne situé dans le Nord de l'Algérie, à une altitude de 1 366 mètres.

## Situation
Il est situé en Kabylie entre les wilayas de Tizi Ouzou et de Béjaïa.